# Ozola apparata
Ozola apparata là một loài bướm đêm trong họ Geometridae.